# Fliegerhorst Neuburg

i7
i11
i13

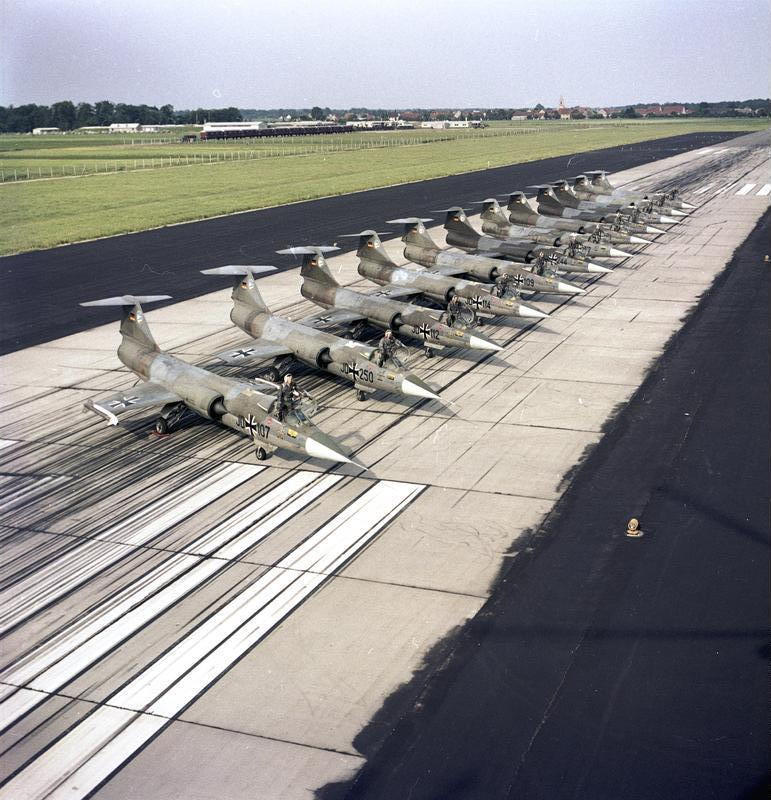
Zwölf Jagdflugzeuge F-104 „Starfighter“ des Jagdgeschwaders 74 „Mölders“ im Jahr 1965

Der Fliegerhorst Neuburg, bisweilen auch Fliegerhorst Zell (ICAO-Code: ETSN), ist ein deutscher Militärflugplatz. Er liegt auf dem Gebiet der Stadt Neuburg an der Donau im oberbayerischen Landkreis Neuburg-Schrobenhausen, zirka 20 Kilometer westsüdwestlich von Ingolstadt. Hauptnutzer ist seit 1961 das Taktische Luftwaffengeschwader 74. Obwohl Neuburg der kleinste Kampfflugzeug-Stützpunkt der Bundeswehr ist, war der Fliegerhorst von der 2011 verkündeten Bundeswehrreform praktisch nicht betroffen.
Zum Fliegerhorst, westlich nahe dem Dorf Zell gelegen, gehört die Wilhelm-Frankl-Kaserne, die in den 1960er Jahren am östlichen Stadtrand von Neuburg an der Donau erbaut wurde.

## Geschichte
Die Geschichte der Militärfliegerei in Neuburg reicht bis in das Jahr 1912 zurück, als erstmals ein Militärflugzeug auf dem Exerzierplatz in Neuburg landete.
Im Jahre 1935 begann im Rahmen der vom NS-Regime betriebenen Aufrüstung der Wehrmacht der Bau eines neuen Fliegerhorstes bei Zell, auf dem die Luftwaffe im folgenden Jahr den Schulbetrieb aufnahm. Die ab 1937 als „Fliegerwaffenschule“ bezeichnete Einrichtung war unter anderem mit Dornier Do 23, Focke-Wulf Fw 56 und Junkers Ju 52 ausgerüstet. Im Folgejahr kam die „Blindflugschule 2 (C)“ hinzu. Der Aufbau des Flugplatzes zog sich bis in die Jahre des Zweiten Weltkrieges hin. Das Areal war größer als das des späteren NATO-Fliegerhorstes. Neben einem Komplex von Unterkunfts- und Verwaltungsgebäuden (im Nordwesten des Geländes, unweit des Ostrandes von Marienheim) gehörten dazu Flugzeugabstellplätze in Auflockerungsbereichen im Nordosten und Südwesten. Während des Zweiten Weltkrieges beherbergte der Platz vermehrt Einsatzverbände wie 1943 die II. Gruppe des Nachtjagdgeschwaders 6. Gegen Kriegsende diente der Fliegerhorst auch als Basis für düsengetriebene Me 262-Jäger. So war ab Dezember 1944 die I. Gruppe des Kampfgeschwaders 40 hier stationiert um auf dieses Flugzeugmuster geschult zu werden. Diese neuartige Bedrohung fand die Aufmerksamkeit der alliierten Zielplanung im Bombenkrieg: die Angriffe der 8th bzw. 15th Air Force der United States Army Air Forces am 19., 21. und 24. März 1945 zerstörten das Areal nahezu völlig. Nach Einnahme durch die Amerikaner erhielt der Flugplatz die alliierte Bezeichnung Advanced Landing Ground ALG R-60.
Im Zuge der Wiederbewaffnung sollte die Basis Zell Heimat eines Geschwaders der Luftwaffe der neu gegründeten Bundeswehr werden. Das Taktische Luftwaffengeschwader 74 wurde 1961 als Jagdgeschwader 74 in Neuburg aufgestellt und ist seit nunmehr über 50 Jahren Nutzer des Fliegerhorstes in Neuburg. Vom Frühjahr 2014 bis Herbst 2015 wurde die Start- und Landebahn saniert; das Jagdgeschwader flog in dieser Zeit vom Fliegerhorst Lechfeld aus.

### Air Defender 23
Vom 12. Juni bis zum 23. Juni 2023 war der Flugplatz Teil des Großmanövers Air Defender 23. Die Übung war die größte von Luftstreitkräften seit Bestehen der NATO.

## Sonstiges
1967 entwendete ein Trio um Manfred Ramminger eine Sidewinder-Rakete vom Gelände des Fliegerhorstes und schickte sie zerlegt per Post nach Moskau zum KGB.